# Thomas Kretschmann
Thomas Kretschmann (født 8. september 1962 i Dessau) er en tysk filmskuespiller kendt for sine roller i store tyske produktioner og i Hollywoodfilm, bl.a. The Pianist af Roman Polanski og King Kong af Peter Jackson.

## Udvalgt filmografi
- Stalingrad (1993)
- U-571 (2000)
- Blade II (2002)
- The Pianist (2002)
- Der Untergang (2004)
- Resident Evil: Apocalypse (2004)
- King Kong (2005)
- Next (2007)
- Wanted (2008)
- Operation Valkyrie (2008)
- The Young Victoria (2009)